# Jukka Leino
Jukka Leino (* 10. Juni 1978 in Heinävesi) ist ein ehemaliger finnischer Skirennläufer. Er war auf die Disziplinen Slalom und Riesenslalom spezialisiert.

## Biografie
Im Januar 1995 nahm Leino erstmals an FIS-Rennen teil. Seine Entwicklung verlief relativ langsam, Einsätze im Europacup folgten erst ab Februar 2000. Das erste Weltcup-Rennen bestritt er am 10. Dezember 2000 (Riesenslalom in Val-d’Isère). Die folgenden Saisons waren von zahlreichen Ausfällen geprägt und Leino suchte vergeblich den Anschluss an die Weltspitze.
Als 23. des Slaloms in Wengen holte Leino schließlich am 19. Januar 2003 die ersten Weltcuppunkte. Genau ein Jahr später erzielte er mit dem 11. Platz am selben Ort sein bestes Weltcupergebnis. Mit Ausnahme des Jahres 2007 konnte er sich in der Folge mehrmals in den Punkterängen klassieren. In der Saison 2007/08 konzentrierte er sich auf den Europacup: Er gewann zwei Rennen, klassierte sich in der Gesamtwertung auf Platz 5 und entschied die Riesenslalom-Disziplinenwertung für sich.
An Weltmeisterschaften nahm Leino ab 2003 teil. Als bestes Ergebnis erreichte er einen 17. Platz im Riesenslalom 2009. Nach der Saison 2009/10, in der er keine Weltcuppunkte mehr gewann, zog sich Leino vom Spitzensport zurück. Danach startete er vorwiegend in seinem Heimatland noch bei FIS-Rennen.

## Erfolge

### Weltmeisterschaften
- St. Moritz 2003: 27. Slalom
- Bormio 2005: 29. Slalom
- Val-d’Isère 2009: 17. Riesenslalom

### Weltcup
- 7 Platzierungen unter den besten 20

### Europacup
- Saison 2007/08: 5. Gesamtwertung, 1. Riesenslalomwertung
- Saison 2008/09: 10. Gesamtwertung, 4. Riesenslalomwertung
- 10 Podestplätze, davon 2 Siege:

| Datum            | Ort   | Land     | Disziplin    |
| ---------------- | ----- | -------- | ------------ |
| 4. Dezember 2007 | Geilo | Norwegen | Riesenslalom |
| 5. Dezember 2007 | Geilo | Norwegen | Riesenslalom |

### Weitere Erfolge
- 3 finnische Meistertitel (Slalom 2004 und 2006, Super-G 2009)
- 29 Siege in FIS-Rennen